# Vilhelm Oskar Engström

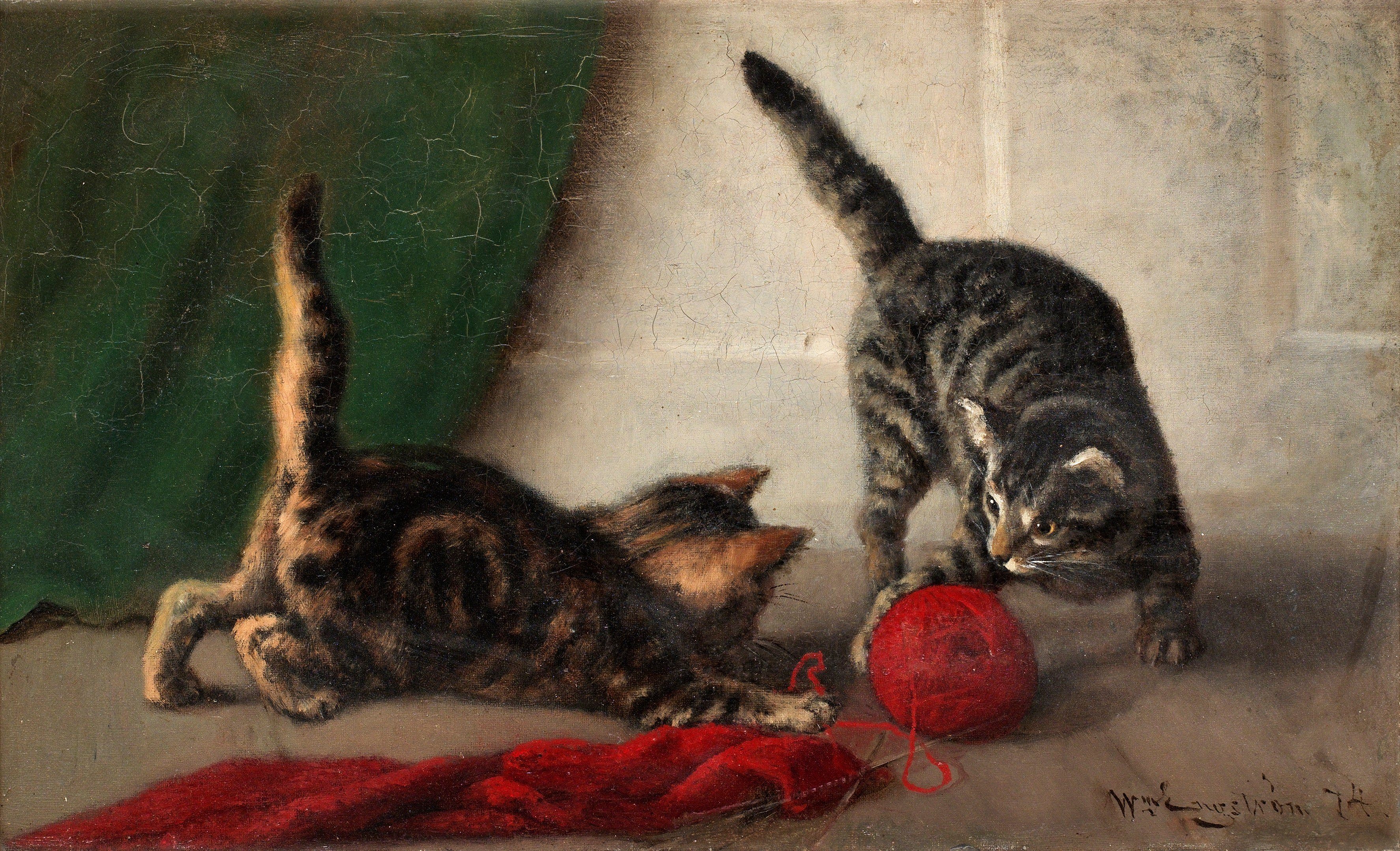
Spielende Katzen

Vilhelm Oskar Engström, auch Ville Engström (* 28. März 1830; † 25. Januar 1877 in Düsseldorf), war ein schwedischer Genre- und Tiermaler.

## Leben
Engström, Sohn des Großhändlers Henric Engström und dessen Frau Johanna Elisabeth Rosengren, arbeitete zunächst in einem Stockholmer Handelskontor. Bei dieser Arbeit fühlte er sich nicht wohl. Deshalb litt er an Depressionen, zu deren Behandlung er ins Krankenhaus musste. In den Jahren 1862 bis 1865 studierte er an der Kunstakademie Stockholm. Auf Ausstellungen der Stockholmer Akademie war er in den Jahren 1868 und 1873 vertreten. Mit Unterstützung seiner Familie zog Engström 1872 nach Düsseldorf und ließ sich dort nieder.

## Werk

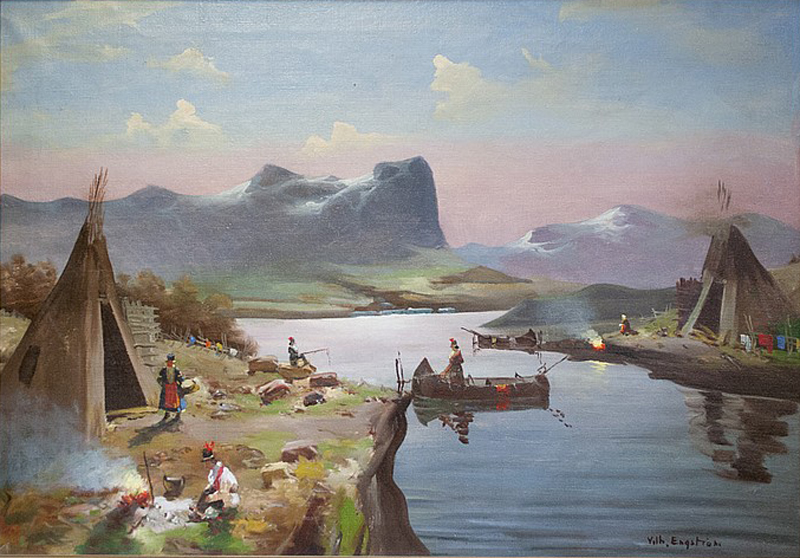
Samen in Schwedisch-Lappland

Engström malte orientalische Motive, Genre- und Tierbilder. Mehrere Gemälde beschreiben das Leben der Samen.